# Runar Salminen
Runar Ensio Salminen, född 14 november 1912 i Vårdö, död där 23 februari 1989, var en finländsk poet, småbrukare och träsnidare. 
Salminen kom från en familj där fem av barnen blev författare, bland andra systrarna Aili Nordgren och Sally Salminen. Runar var dock den enda som stannade kvar i födelsekommunen. Han försörjde sig som småbrukare, men blev också tidigt känd som skulptör. Vid sidan av humoristiska porträtt skapade han personligt gestaltade naturmotiv. Genom systersonen Ralf Nordgrens förmedling gjorde han även en sen debut som diktare. Efter Rummet fullt med svalor (1974) följde samlingarna Spånorna yr då jag hyvlar (1976), Och till sist sprack himlarna alla (1978), Lykta mig större ljus (1982) och Som ett skepp efter seglats (1985).